# Оахе (водохранилище)
Оахе (англ. Lake Oahe) — крупное водохранилище, образованное дамбой Оахе на реке Миссури в штате Южная Дакота. Площадь водохранилища — 1500 км², максимальная глубина — 62 м. По объёму воды занимает четвёртое место среди водохранилищ США и первое по площади. Длина Оахе около 372 км, длина береговой линии — 3620 км. Водохранилище имеет важное рекреационное значение, ежегодно его посещают около 1,5 млн туристов.
В Оахе обитают судак, щука, канальный сомик, малоротый окунь, искусственно акклиматизирована чавыча, она является популярным объектом любительской и спортивной рыбалки.
Оахе начинается у города Пирр и тянется к северу до города Бисмарк. Через него переброшены два моста. Один расположен на скоростной магистрали US 12 в Мобридже, другой на магистрали US 212 в Геттисберге. Значительную часть западного берега водохранилища занимают индейские резервации Шайенн-Ривер и Стэндинг-Рок. На берегах водохранилища находятся два возможных места захоронения индейского вождя Сидящего Быка.